# Éric Gaudibert
Éric Gaudibert (* 21. Dezember 1936 in Vevey; † 28. Juni 2012) war ein Schweizer Komponist, Pianist und Musikpädagoge, dessen vielseitiges Schaffen die zeitgenössische Musiklandschaft der Schweiz maßgeblich prägte. Seine Karriere umfasste Tätigkeiten als ausübender Musiker, Rundfunkmitarbeiter, Kompositionslehrer am Genfer Konservatorium sowie Komponist eines breiten Spektrums an Werken, die von Kammermusik über Orchesterwerke bis hin zu elektroakustischen Kompositionen reichten.

## Musikalische Ausbildung und Karriere
Éric Gaudibert war ein bedeutender Schweizer Komponist, Pianist und Musikpädagoge, dessen musikalische Laufbahn sich über mehrere Jahrzehnte erstreckte.

### Musikalische Ausbildung
Gaudiberts musikalische Ausbildung begann am Konservatorium in Lausanne, wo er zunächst Klavierstudien absolvierte. Anschließend setzte er seine Studien an der renommierten École normale de musique in Paris fort. Während seines Aufenthalts in der französischen Hauptstadt, der bis 1972 andauerte, hatte Gaudibert die Gelegenheit, bei zwei herausragenden Persönlichkeiten der Musikwelt zu studieren: Nadia Boulanger und Henri Dutilleux.

### Frühe Karriere
In den Anfangsjahren seiner Karriere verfolgte Gaudibert parallel zwei musikalische Laufbahnen. Bis 1969 war er sowohl als Pianist als auch als Komponist tätig. Diese duale Ausrichtung ermöglichte ihm, ein tiefes Verständnis für beide Aspekte des Musikschaffens zu entwickeln.

### Rückkehr in die Schweiz und Arbeit beim Rundfunk
Nach seiner Rückkehr in die Schweiz begann Gaudibert eine Tätigkeit bei der Télévision Suisse Romande. Dort konzentrierte er sich auf zwei Bereiche: elektroakustische Musik und die Produktion von Musiksendungen. Diese Arbeit ermöglichte ihm, sich mit den neuesten technologischen Entwicklungen in der Musik auseinanderzusetzen und gleichzeitig sein Wissen einem breiteren Publikum zu vermitteln.

### Tätigkeit in Frankreich
Von 1972 bis 1975 war Gaudibert in Orléans, Frankreich, tätig. Dort organisierte er Musikveranstaltungen in der Maison de la Culture. Diese Erfahrung erweiterte seinen Horizont im Bereich des Kulturmanagements und der Musikvermittlung.

### Pädagogische Tätigkeit
1975 ließ sich Gaudibert in Genf nieder, wo er eine bedeutende Phase seiner Karriere als Musikpädagoge begann. Er übernahm die Leitung der Kompositionsklasse am Genfer Konservatorium. In dieser Position prägte er eine ganze Generation von Komponisten. Zu seinen Schülern zählten unter anderem Michael Jarrell und Xavier Dayer, die später selbst zu namhaften Komponisten und Dozenten wurden.
Gaudiberts pädagogischer Ansatz zeichnete sich durch eine besondere Offenheit und einen kommunikativen Stil aus. Er bezeichnete sein Unterrichten als „communiquer au-delà de la musique“ – ein Kommunizieren, das über die Musik hinausgeht. Dieser Ansatz ermöglichte es ihm, nicht nur technische Fertigkeiten zu vermitteln, sondern auch eine tiefere Verbindung zur Musik und zum kreativen Prozess herzustellen.

#### Lehrtätigkeit am Genfer Konservatorium
Nach seiner Rückkehr in die Schweiz im Jahr 1975 ließ sich Gaudibert in Genf nieder, wo er eine Kompositionsklasse am dortigen Konservatorium betreute. Diese Position ermöglichte es ihm, sein umfangreiches Wissen und seine Erfahrungen als Komponist an die nächste Generation weiterzugeben. Gaudiberts Unterricht zeichnete sich durch einen integrativen Ansatz aus, bei dem er die individuellen Stärken und Interessen seiner Studenten berücksichtigte.

#### Pädagogischer Ansatz
Gaudiberts pädagogischer Ansatz war geprägt von einem intensiven Dialog mit seinen Schülern. Er integrierte die Widmungsträger seiner neuen Werke vollständig in den Schaffensprozess und führte mit ihnen in allen Phasen der Entstehung einen regen Austausch. Diese Methode ermöglichte es den Studierenden, tiefe Einblicke in den kompositorischen Prozess zu gewinnen und ihre eigenen kreativen Fähigkeiten zu entwickeln.
Ein besonderes Merkmal von Gaudiberts Lehrmethode war die Betonung der Individualität jedes Musikers. In seinen Kompositionen und im Unterricht legte er großen Wert darauf, jedem Interpreten eine eigene, auf ihn zugeschnittene Schreibweise zuzuordnen. Dieser Ansatz förderte nicht nur die technischen Fähigkeiten der Studierenden, sondern auch ihre künstlerische Ausdruckskraft und Persönlichkeit.

#### Einfluss auf die Musikszene
Gaudiberts Einfluss als Pädagoge reichte weit über den Unterrichtsraum hinaus. Als Kommissionspräsident des Genfer Musikwettbewerbs ab 2001 hatte er die Möglichkeit, junge Talente zu fördern und die Musikszene in der Schweiz aktiv mitzugestalten. Diese Position ermöglichte es ihm, seine pädagogischen Prinzipien in einem breiteren Kontext anzuwenden und einen nachhaltigen Einfluss auf die Entwicklung der Schweizer Musiklandschaft auszuüben.

#### Vermächtnis und Nachwirkung
Der tiefgreifende Einfluss von Gaudiberts pädagogischer Tätigkeit wird durch die zahlreichen Schüler, Interpreten und Kollaborateure deutlich, die mit ihm gearbeitet haben. Sein Engagement für die Ausbildung junger Musiker und Komponisten hat eine neue Generation von Künstlern geprägt, die seine Ideen und Methoden weiterführen.
Die Haute école de musique de Genève (HEM) würdigte Gaudiberts pädagogisches Erbe durch die Veranstaltung eines Festivals zu seinen Ehren. Im Rahmen dieses Festivals fanden Konferenzen und Konzerte statt, bei denen ehemalige Schüler, Kollegen und Interpreten seiner Werke zusammenkamen, um sein Schaffen und seinen Einfluss als Lehrer zu reflektieren und zu feiern.

### Kompositorisches Schaffen
Gaudiberts Œuvre umfasst eine breite Palette an Genres und Besetzungen. Er komponierte Werke für Soloinstrumente, Kammermusik in verschiedenen Besetzungen, Orchesterwerke, Vokalmusik sowie Opern und Oratorien. Dabei zeichnet sich sein Stil durch eine Abkehr von gängigen Schulen und Strömungen der zweiten Hälfte des 20. Jahrhunderts aus. Stattdessen entwickelte Gaudibert eine eigenständige musikalische Sprache, die oft von literarischen Impulsen inspiriert war.

#### Stilistische Merkmale und Entwicklung
Ein charakteristisches Merkmal von Gaudiberts Kompositionen ist die Verbindung von tiefer Innerlichkeit mit einer breiten klanglichen und visuellen Palette. In seinen späteren Werken integrierte er zunehmend Elemente und Instrumente aus anderen Kulturkreisen. So verwendete er beispielsweise in seinem Werk Hekayât die arabische Laute Rubab neben westlichen Instrumenten wie Oboe, Bratsche und Schlagzeug.

#### Elektroakustische Werke
Einen wichtigen, wenn auch weniger bekannten Teil von Gaudiberts Schaffen bilden seine elektroakustischen Kompositionen. Diese Phase umfasst Werke für Instrumente und Tonband oder Live-Elektronik. Viele dieser Stücke wurden nur selten aufgeführt, was ihre Wiederentdeckung besonders wertvoll macht.

#### Spätwerk und kulturelle Öffnung
In seinen späten Kompositionen zeigte Gaudibert ein verstärktes Interesse an außereuropäischen Musiktraditionen. Er ließ sich von persischer, arabischer und portugiesischer Musik inspirieren und integrierte mikrotonale Elemente in seine Werke. Diese Öffnung spiegelt Gaudiberts Überzeugung wider, dass zeitgenössische Musik vitale Impulse aus einem breiteren kulturellen Kontext schöpfen sollte.

#### Exemplarisches Werk:Gong
Ein repräsentatives Beispiel für Gaudiberts reifes Schaffen ist das Werk Gong für Soloklavier und Ensemble. Die Komposition zeichnet sich durch eine innovative Behandlung des Klaviers aus, das durch zusätzliche Perkussionsinstrumente und präparierte Saiten erweitert wird. Die räumliche Anordnung der Musiker auf der Bühne spielt eine wichtige dramaturgische Rolle. Gaudibert integriert in diesem Werk auch Einflüsse außereuropäischer Musik, insbesondere in den mikrotonalen Passagen der Bratschen.

### Späte Karriere
Ab 2001 übernahm Gaudibert die Position des Kommissionspräsidenten des Genfer Musikwettbewerbs, was seine anhaltende Bedeutung in der Schweizer Musikszene unterstreicht.

## Musikalische Einflüsse und Interessen
Éric Gaudiberts musikalische Entwicklung und Interessen waren vielfältig und durch verschiedene Einflüsse geprägt. Als Schlüsselfigur der zeitgenössischen und experimentellen Musikszene in der französischsprachigen Schweiz vereinte er in seinem Schaffen unterschiedliche musikalische Strömungen.
Gaudiberts Interesse an verschiedenen musikalischen Ausdrucksformen zeigte sich in seiner Arbeit mit elektroakustischer Musik beim Westschweizer Radio und Fernsehen. Diese Beschäftigung mit elektronischen Klängen erweiterte sein kompositorisches Spektrum und floss in seine späteren Werke ein.
Seine Kompositionen umfassen ein breites Spektrum an Besetzungen und Genres. Von Kammermusik über Orchesterwerke bis hin zu Vokalmusik schuf Gaudibert ein vielseitiges Œuvre. Besonders hervorzuheben sind seine Werke für Flöte, wie Albumblätter pour flûte et orchestre de chambre, die seine Affinität zu diesem Instrument zeigen.
Gaudiberts Interesse an der Verbindung von Musik und Poesie manifestiert sich in Werken wie Si lointaine sa voix für Frauenchor, basierend auf Gedichten von François Debluë. Diese Komposition verdeutlicht seine Fähigkeit, Texte musikalisch zu interpretieren und in klangliche Strukturen zu übersetzen.
Gaudiberts musikalische Interessen erstreckten sich auch auf den Bereich des Films. Seine Arbeit als Komponist für den Schweizer Film Polenta (1980) zeigt seine Vielseitigkeit und sein Interesse an der Verbindung von Musik und visuellen Medien.

## Werke
- Duo pour flûtes. (1959 / 11’)
- Mélodies. (1966 / 7’)
- Mélodies 2. (1966 / 7’)
- La Harpe du silence. (1966 / 26’)
- Epibolie. (1968 / 11’)
- Morceaux pour flûtes à bec. (1969 / 25’)
- Année. (1970 / 42’)
- Epitase. (1970–1974 / 13’)
- Syzygy. (1971 / 9’)
- Solstice. (1971–1976 / 13’)
- Entre se taire et dire. (1971 / 25’)
- Vernescence. (1973 / 18’)
- Écritures. (1975 / 22’)
- Variations lyriques. (1976 / 15’)
- 4 Miniatures. (1976 / 9’)
- Pour main gauche seule. (1976 / 5’)
- 5 pièces brèves. (1976 / 12’)
- Suite en 5 pièces. (1977 / 11’)
- Sonate. (1978 / 13’)
- Capriccio. (1978 / 7’)
- Divertimento. (1978 / 15’)
- Eripe me, Domine. (Psalm 140) (1978 / 7’)
- Chacun son singe opéra. (1973–1978 / 65’)
- Contrechamps. (1979 / 10’)
- Gemmes. (1980 / 12’)
- Astrance. (1980 / 18’)
- Light. (1981 / 7’)
- La cantate des éventails. (1984 / 18’)
- L’écharpe d’Iris. (1984–1985 / 11’)
- Un jardin pour Orphée. (1985 / 19’)
- Hommage(s) à…. (1985 / 2’)
- Orées. (1986 / 18’)
- Miscellanées. (1986 / 17’)
- Diamant d’herbe. (1986 / 11’)
- Jetées. (1987 / 10–20’)
- Le regardeur infini. (1987 / 28’)
- Océans. (1988 / 12’)
- Feuillages. (1988 / 11’)
- Songes / songs. (1989 / 10’)
- Le regardeur infini. (1987–1990 / 28’)
- Songes, bruissements. (1990 / 17’)
- Petite suite. (1990 / 12’)
- Zwielicht. (1990 / 12’)
- Duel. (1990 / 2’)
- Concerto. (1991 / 17’)
- S’achève ma voix. (1991 / 6’)
- Du blanc dans le noir. (1991 / 20’)
- Albumblätter. (1992 / 1’)
- Albumblätter. (1992–2000 / 11’)
- Bruit d’ailes. (1992 / 10’)
- Mélodie sans fin. (1992 / 4’)
- Sérénade. (1992 / 8’)
- Trois Tableau. (1993 / 12’)
- Chant de l’aube. (1993 / 5’)
- Chant de l’aube. (1993–1995 / 5’)
- Concerto. (1993 / 19’)
- Jardin d’Est. (1994 / 9’)
- Concertino. (1994 / 11’)
- Les amours du poète. (1994 / 2’)
- Fanfare pour la paix. (1994 / 2’30")
- 33 chansons. (1994 / 50’)
- Deux pas dans le gris. (1994–1999 / 9’)
- Deux ou trois pas.... (1994–1998 / 9’)
- Deux ou trois pas dans le gris. (1994 / 10’)
- Le dit d’elle. (1995 / 10’)
- Concerto lirico. (1995 / 40’)
- Deux airs. (1995 / 13’)
- Intermezzo. (1996 / 20’)
- Judith et Holopherne’. (1996 / 21’)
- Voce, voci. (1997 / 8’)
- Ce tremblement, qui est une volupté. (1997–1999 / 13’)
- Concerto grosso. (1998 / 16’)
- Fantaisie concertante. (1998–1999 / 16’)
- Canzone a tre. (1998–2000 / 10’)
- Fantaisie concertante. (1999–2000 / 12’)
- Trois pièces pour accordéon. (1999 / 6’)
- Wolkenblau. (1999–2000 / 10’)
- Wolkenblau avec soprano. (1999–2000 / 12’)
- A due. (2000 / 8’)
- It was not a melody. (2000 / 21’)
- Message. (2000 / 8’)
- 5 pièces. (2001 / 13’)
- Remember.... (2001 / 16’)
- Une promenade. (2002 / 11’)
- Mayn kind, mayn treyt. (2002–2004 / 14’)
- Pierrot, à table! ou le souper du poète. (2003 /10’)
- Hekâyat. (2003 / 23’)
- Vers quel ciel éblouissant. (2003–2004 / 28’)
- pour Orphée. (2004 / 8’)
- Message(s). (2004 / 8’)
- Ciel d’ombre. (2004–2005 / 11’)
- Intermezzo. (2005 / 13’)
- Au-delà. (2005 / 15’)
- Gong. (2012 / 30’)

## Diskografie
- Une mystique de lombre. Frauenvokalensemble Polhymnia; Florence Boeuf-Albert (Blockflöte und Viola da gamba); Franck Marcon (Orgel und Leitung). CD. Gallo, 2011.
  - Marc-Antoine Charpentier: Litanies de la Vierge H.86
  - Éric Gaudibert: Si lointaine sa voix, für Frauenchor, auf Gedichte von François Debluë
  - Marc-Antoine Charpentier: Salve Regina H.18
  - Éric Gaudibert: Si lointaine sa voix, für Frauenchor, auf Gedichte von François Debluë
  - Pierre Danican Philidor: Cinquième suite en sol mineur pour flûte à bec et basse continue
  - Éric Gaudibert: Si lointaine sa voix, für Frauenchor, auf Gedichte von François Debluë
  - Éric Gaudibert: Albumblätter pour flûte et orchestre de chambre, Orchestre de Chambre de Neuchâtel
  - Marc-Antoine Charpentier: In Nativitatem Domini Nostri Jesu Christi Canticum H.421.